# من يخاف الموت
من يخاف الموت هي رواية فنتازيا علمية للكاتب نندي أوكورافور النيجيري أمريكي الجنسية. تم نشرها الرواية من خلال دار DAW للنشر عام 2010. وفي نفس العام حصلت الرواية على جائزة كارل براندون كيندريد عن أفضل عمل خيال تأملي يدور حول الأعراق والسلالات المختلفة، وفي 2011 حصلت على جائزة الفنتازيا العالمية كأفضل رواية للعام.
في عام 2015 قام الكاتب أوكورافور بإصداره لروايته أخري تحت اسم «كتاب العنقاء» والذي نشرته له دار DAW أيضاً.
ومع منتصف عام 2017 وفي شهر يوليو أعلن أوكورافور عن بداية الإعداد لروايته «من يخاف الموت» لتصبح مسلسل تليفزيوني يذاع على شبكة HBO، وأن العمل سيتم بالشراكة مع المنتج المنفذ جورج ر. مارتن وكاتبة السيناريو سيلوين هيندز.